# 장억

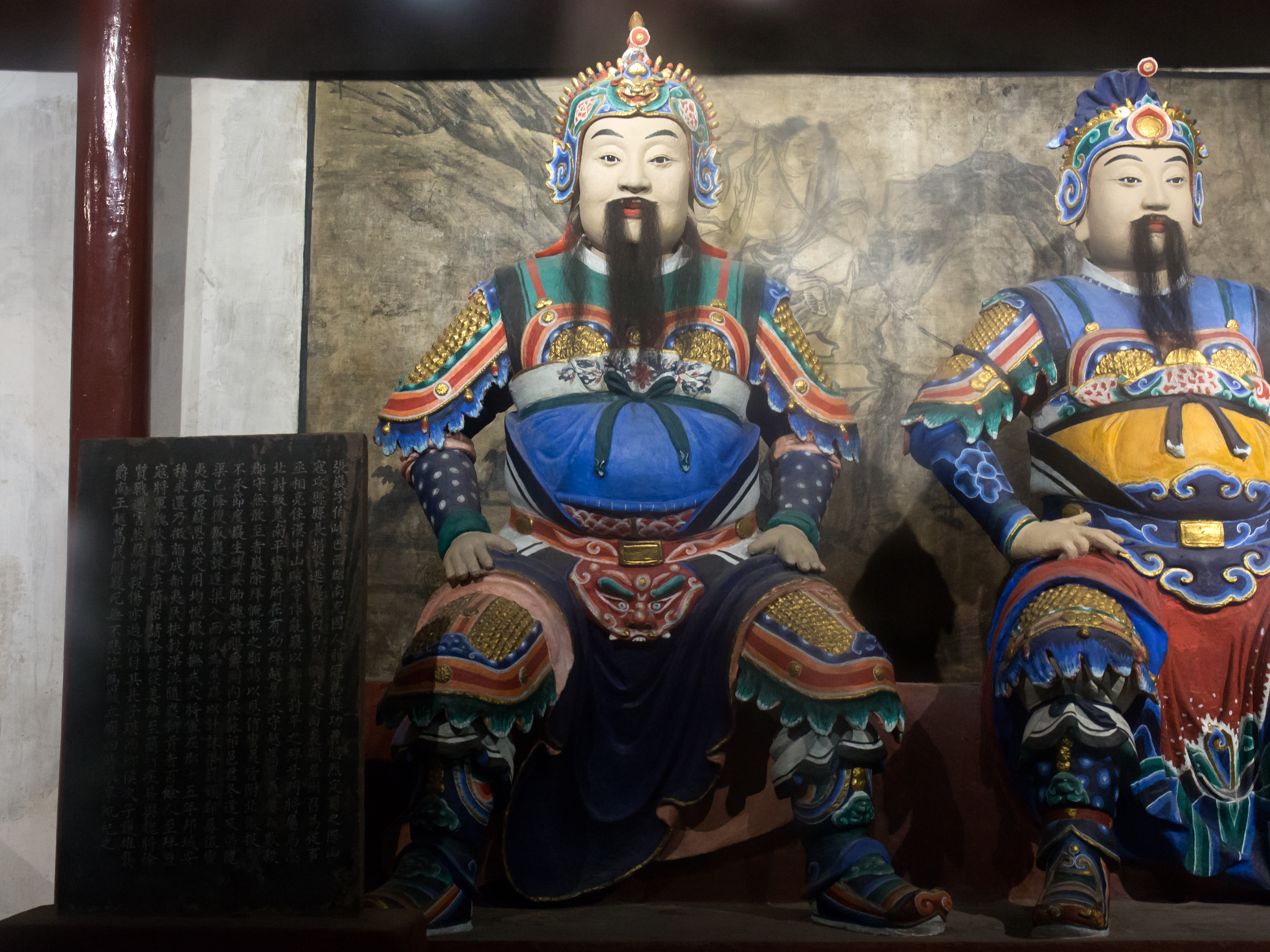

장억(張嶷, ? ~ 254년)은 중국 삼국 시대 촉한의 장군으로, 자는 백기(伯岐)며 익주 파군 남충국 사람이다.

## 행적

### 초기 행적
출신은 비록 한미했으나, 씩씩하고 절개가 있었으며,, 20세에 현의 공조가 되었다. 유비가 입촉할 무렵 현장 부인을 난리 중에서 보호한 일로 명성을 얻어 익주종사로 초빙되었다.
건흥 5년, 제갈량이 한중에 주둔한 사이 광한, 면죽에서 일어난 소란을 꾀를 내어 평정했다. 이후 중병이 들자, 가난하였으므로 돈후하기로 명성이 높으나 면식이 없던 촉군태수 하지를 찾아갔고, 하지는 사재를 털어 장억을 치료했다.

### 남만 평정
아문장군에 배령되었고, 마충에 속해 문산군의 강족과 남쪽 4군의 남만을 평정하는 데 계획을 세워 승리에 공헌했다.
월수군은 제갈량의 남정 후 수이(叟夷, 수는 촉의 별칭이며, 본디 촉 땅에 살던 비한족)가 자주 모반하여 태수 공록과 초황을 살해하니(단, 이는 《삼국지》 권45 등장종양전에 수록된 양희의 《계한보신찬》에 진수 자신이 단 주석 "공록은 건흥(建興) 3년(225)에 월수태수(越嶲太守)로 임명되었고, 승상 제갈량을 수행하여 남쪽으로 정벌하러 갔다가 만족(蠻夷)에게 살해되었는데, 그 당시 31세였다."라는 기록과 배치되고 초황이 고정의 반란 당시 살해당했다는 화양국지의 기록과도 대치된다. 이 때문에 자치통감에선 해당 기록에 그냥 이민족의 반란이 자주 있었다고만 기록했다.) 후임 태수는 감히 군에 부임하지 못했다. 시론은 월수군을 회복하기를 원했으므로, 연희 2년(239년), 장억을 월수태수로 임명했다. 장억은 은혜와 신의를 보여 여러 비한족들을 복종케 했으며, 북쪽의 착마(捉馬)가 명령을 따르지 않자 이를 쳐 그 우두머리 위랑(魏狼)을 사로잡고 회유하여 위랑을 읍후로 삼았다. 이후 여러 비한족들이 복종하였고, 그 공으로 관내후에 봉해졌다.
이미 항복한 소기읍의 군장 동봉(冬逢)과 그 아우 외거(隗渠) 등이 반기를 들자, 동봉을 죽이되 그 아내는 모우왕의 딸이므로 계책상 살려줬다. 외거는 서쪽으로 달아났는데, 용맹하여 다른 족속에게 두렵고 꺼림의 대상이었다. 그는 친속 2명을 장억에게 거짓 항복시켜 소식을 듣고자 했는데, 장억은 이들을 회유시켜 거꾸로 외거를 죽이게 했다. 또 공록을 죽인 이구승을 주살했다. 장억이 월수태수로 재임한 지 3년, 본군으로 돌아와 성벽을 쌓으니 비한족들은 감히 일을 않으려 하지 않았다.
정작, 대등, 비수 세 현의 비한족들이 특산물을 오랫동안 독점하고 있었는데, 장억은 이를 탈취하려 했다. 정작의 우두머리로 비한족들의 신임을 받는 낭잠이 장억에게 저항하자, 장억은 낭잠을 매질하여 죽이고 시체를 그 취락으로 돌려보내어 협박하는 한편 이들이 굴복하자 연회를 열어 은위를 함께 떨쳐, 마침내 세 현의 특산물을 얻었다.
월수군과 한가군의 경계에 모우이 4천여 호가 살고 있었는데, 그 왕 낭로(狼路)는 동봉이 죽었기 때문에 원한을 품고 있어 숙부 낭리에게 염탐하게 했다. 장억은 낭리를 회유하는 한편 죽이지 않은 동봉의 아내를 낭리에게 보내니, 낭리는 누나와 서로 만나 기뻐하였고 모우이는 다시 반란하지 않았다. 그리고 재물을 주고 낭로의 고모를 통해 계속 회유하여 결국 낭로를 귀순시켰다. 이로써 장억은 모우이령을 지나는 평탄한 옛 도로를 회복했다(모우이가 길을 끊은 지 100년간은 안상현을 지나는 험로를 썼다). 또 낭로를 표를 올려 모우구비왕으로 임명하게 하고, 황제를 알현하여 조공을 바치게 했다. 이로써 무융장군에 임명되었고, 월수태수를 계속 겸임했다.
연희 3년(240년) 봄, 월수군을 평정했다.

### 북벌과 전사
15년간 태수직을 수행하다 성도로 돌아갔으며, 탕구장군이 되었다. 연희 17년(254년), 위나라의 적도장(적도현의 현장) 이간이 항복하자 강유의 지휘를 받으며 농서로 출병했다.
이때 장억은 중병에 빠져 걷기도 어려웠으나, 조정에서 이간의 항복을 의심스러워하자 이간의 항복은 참일 것이라고 주장했고, 그런 몸 상태에서도 끝내 우겨 출병했다. 적도현에 이르러 이간의 항복을 받았고, 나아가 위나라의 정촉호군 서질과 싸워 전사했으나, 적에게는 배 이상의 피해를 입혔다. 맏아들 영을 서향후에 봉했고, 둘째 아들 호웅에게 관내후를 습작시켰다.
월수군의 한족과 비한족들은 모두 장억의 전사를 슬퍼하여, 장억의 사당을 세우고 제사를 지냈다.

### 일화
건흥 14년(236년), 무도군의 저족 왕 부건이 항복을 청했는데, 약속한 때를 넘겼는데도 오지 않았다. 대장군 장완이 이를 걱정하자, 장억은 부건의 항복 자체는 믿을 만하지만 부건의 아우가 항복 반대파와 함께 내분을 일으킨 것이라고 추측했다. 나중에 결국 부건의 아우가 4백여 호를 이끌고 위나라로 가버렸고, 부건만이 투항하러 온다고 했다.(단, 《삼국지》 후주전에서는 이때 부건과 4백여 호를 촉군 광도현으로 이주시켰다고 한다.)
비의가 대장군이 되어서 투항한 자들을 지나치게 대우하자, 장억은 비의에게 이를 경계하는 편지를 보냈다. 비의는 결국 위나라에서 투항한 곽수에게 살해당했다.
건흥 원년(252년) 12월, 동오의 태부 제갈각이 쳐들어온 위군을 박살내고 교만해져 이듬해에는 20만 명을 일으켜 대대적으로 위나라를 침공하자, 제갈각의 종제 제갈첨에게 편지를 보내 제갈각이 나라가 안정되지 않은 상태에서 즉흥적으로 군사를 내지 말기를 권하도록 권하는 편지를 보냈다. 제갈각은 그해 10월에 암살당했다.

## 같이 보기
- 삼국지 인물 목록